# 御手洗瑞子
御手洗 瑞子（みたらい たまこ、1985年 - ）は、日本の実業家。株式会社気仙沼ニッティング代表取締役。
東京都出身。田園調布雙葉小学校附属幼稚園、田園調布雙葉小学校、田園調布雙葉中学校・高等学校を経て、東京大学経済学部卒業。その後、マッキンゼー・アンド・カンパニーを経て、2010年9月から1年間、ブータンにて初代首相の特別研究員（フェロー）を務め、同国の観光産業の育成に従事した。
日本に帰国してからは2011年3月11日に発生した東日本大震災の復興プロジェクトに参加し、震災の後で何ができるだろうかと模索していた途中に、糸井重里から声をかけられる形で気仙沼ニッティングの仕事を引き受けることになったという。
(2013年のAPUの学生への講演)

## 著書
- 『ブータン、これでいいのだ』（2012年2月29日、新潮社）ISBN 9784103320111
  - 『ブータン、これでいいのだ』（2016年5月28日、新潮社 新潮文庫）ISBN 9784101204864
- 『気仙沼ニッティング物語 いいものを編む会社』（2015年8月1日、新潮社）ISBN 9784103320128

## TV出演
- 「日経スペシャル カンブリア宮殿」 地方から奇跡のビジネス革命を起こした女性社長SP（2017年3月2日、テレビ東京）[3]

## 新聞
- 「美しすぎる社長、御手洗瑞子さん（３０）　非情のダメ出しで被災地企業を黒字に　「気仙沼ニッティング物語」（新潮社）」産経ニュース 2015年11月29日[4]
- 「気仙沼漁師のセーターをブランドに　大切なのは「誇り」」The AsahiShinbun Global＋2018年2月4日[5]
- 「任せてみる勇気＝気仙沼ニッティング社長・御手洗瑞子」毎日新聞・経済観測[6]
- 「気仙沼ニッティングがロンハーマンとコラボした新作カーディガンを発売」WWD 2019年9月6日[7]